# Wilson Pickett
Pour les articles homonymes, voir Pickett.
Wilson Pickett, né le 18 mars 1941 à Prattville (Alabama) et mort le 19 janvier 2006 d'une crise cardiaque, à Reston (Virginie), est un chanteur et compositeur américain de soul et de rhythm and blues . Il fut dans les années 1960 un pionnier de ce genre musical, célèbre pour ses interprétations de In the Midnight Hour, Mustang Sally, Funky Broadway et Land of 1000 Dances.
À ses débuts membre du groupe The Falcons, il s'est fait connaître par sa carrière en solo, mais en travaillant souvent en collaboration avec d'autres artistes.

## Biographie

### Début de carrière
Il commence sa carrière de chanteur comme choriste de gospel dans l’église baptiste de Prattville. Il était le plus jeune d’une famille de 11 enfants, mais régulièrement battu par sa mère, il part en 1955 vivre avec son père à Détroit dans le Michigan.
Arrivé à Détroit, il forme son premier groupe de gospel, The Violinaires. En 1961, il rejoint le groupe de rhythm and blues, The Falcons, qui cherchait un nouveau chanteur et auquel participe aussi Eddie Floyd, une autre future vedette de la musique soul.
En 1962, Pickett connaît un premier succès au sein des Falcons avec I Found a Love, mais peu après avoir enregistré I Found a Love, il décide de se lancer dans une carrière solo, et en 1963 il rejoint le label de Lloyd Price, Double L Records. Pickett connaît alors son premier succès en tant qu’artiste solo avec It’s Too Late —  à ne pas confondre avec le titre de Chuck Willis — qui entrera au hit-parade le 27 juillet 1963.

### Les succès
En 1964, Pickett signe un contrat chez Atlantic Records des frères Ahmet et Nesuhi Ertegün, et commence à travailler avec le guitariste Steve Cropper avec lequel ils vont créer quelques succès du répertoire de la musique soul. Il enregistre en 1965, au studio Stax Record’s de Memphis un de ses titres les plus connus, In the Midnight Hour — chanson reprise dans la musique francophone par Johnny Hallyday, sous le titre de Jusqu'à minuit. Pendant son séjour à Memphis, Pickett enregistre encore  Don't Fight It, 634-5789 et Ninety-Nine and One-Half (Won't Do), trois compositions originales qu’il coécrit avec Eddie Floyd et Steve Cropper. Ces titres restent considérés comme des classiques de la musique soul.
Les prochains enregistrements se déroulent aux studios Fame, situés dans un ancien entrepôt de tabac à Muscle Shoals (Alabama). Pickett enregistre alors plusieurs grands succès tels que Mustang Sally, Funky Broadway, et Land of 1000 Dances. Croyant que l'endroit lui porte chance, il ne voudra plus enregistrer ailleurs.
Pickett a aussi écrit des chansons enregistrées par des artistes tels que Led Zeppelin, Van Halen, les Rolling Stones, Aerosmith, Grateful Dead, Booker T. and the M.G.'s, Genesis, Creedence Clearwater Revival, Hootie and the Blowfish, Echo and the Bunnymen, Roxy Music, Bruce Springsteen, Los Lobos, The Jam, Ani DiFranco, et d’autres. En 1969, il signe une reprise de Hey Jude, un succès des Beatles et multiplie les tournées tout en créant d'autres succès, dont Fire and Water et Don't Let the Green Grass Fool You. Il signe aussi une reprise de Sugar, Sugar des Archies et enregistre aussi Everybody Needs Somebody to Love, reprise d'une chanson de Solomon Burke, avec laquelle il obtient un vrai succès.

### Les années difficiles

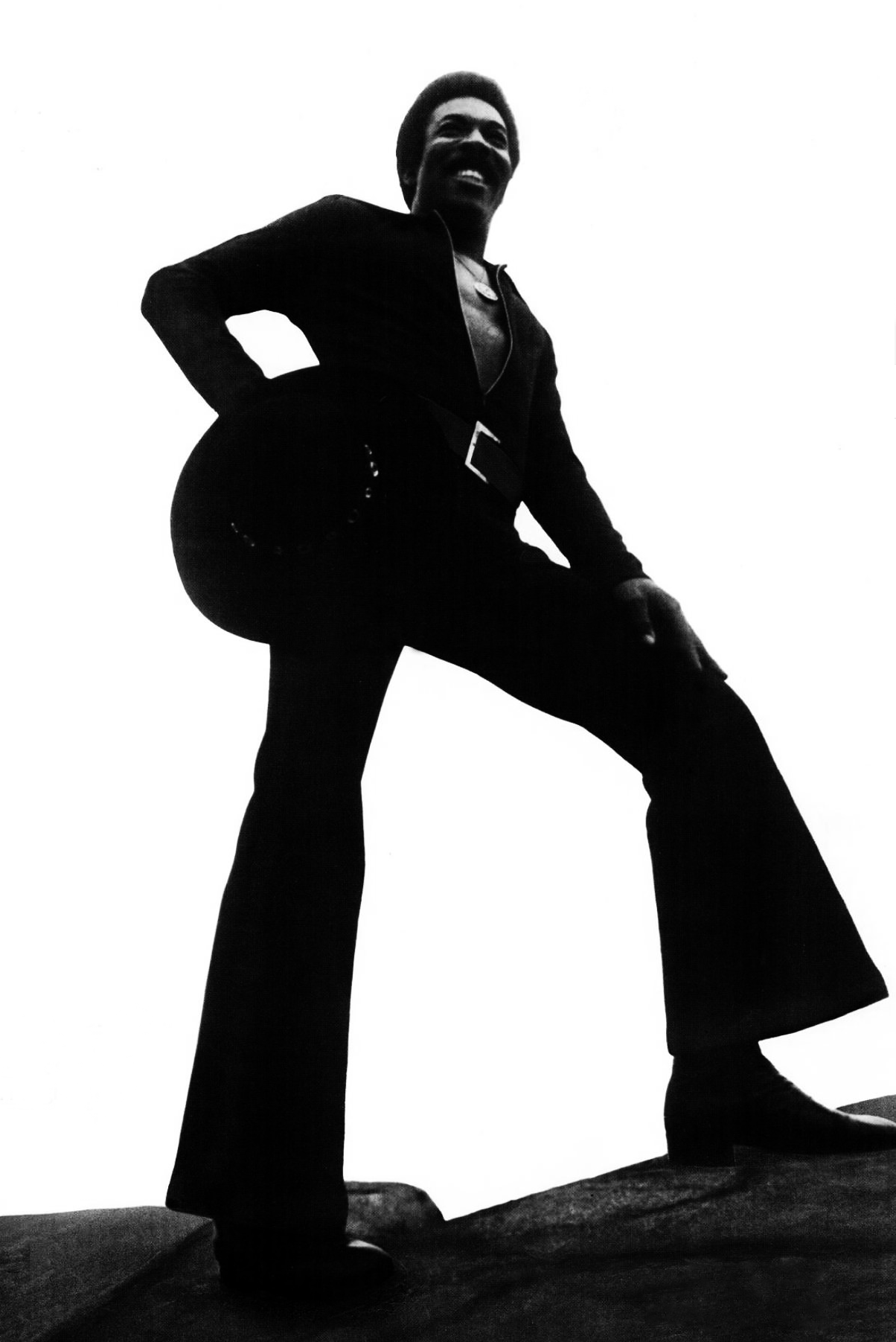
Wilson Pickett en 1973

Dans les années 1970, avec le succès de la vague disco, il disparaît des hit-parades, mais continue une carrière d'estime et travaille avec Solomon Burke, Ben E. King et Joe Tex. En 1973, Pickett fait un choix qu’il regrettera plus tard : il quitte Atlantic Records pour rejoindre RCA Records. Après Take A Closer Look At The Woman You're With, qui se retrouve à nouveau dans le hit-parade américain, Pickett continue à enregistrer des albums. Néanmoins le succès n’est plus vraiment au rendez-vous.
À partir des années 1980, il a des problèmes d'alcool. Cela lui vaut quelques ennuis avec la justice et de se retrouver plusieurs fois devant les tribunaux pour des accusations de conduite en état d'ivresse et de port d'armes. Il prend part à des bagarres et se retrouve en prison après avoir menacé une personne avec une arme à feu. En 1987, il est hospitalisé à la suite d'une bagarre.
C’est aussi en 1987 qu’il reprend In the Midnight Hour avec la Motown et que la chanson se retrouve à nouveau classé dans le hit-parade. Il continue aussi à avoir de nombreux succès en Europe et participe aux festivals d'été qui y sont organisés.
Cependant, s’adonnant de plus en plus à la boisson, Pickett doit quitter sa maison d’Englewood (New Jersey) en janvier 1992 à cause de loyers impayés. En avril de la même année, alors qu'il conduit en état d’ivresse, il blesse gravement une personne âgée de 86 ans et, en 1993, il doit purger une peine de prison d’un an, assortie d’une mise à l’épreuve pendant cinq ans, consécutive à son accident de circulation. Il sera également condamné pour possession de drogue.

### La consécration
En 1991, Pickett est intronisé au sein du Rock and Roll Hall of Fame et deux ans plus tard, la Rhythm and Blues Foundation lui remettra le Pioneer Award. Il est popularisé comme un des héros du film Les Commitments d'Alan Parker mais sans apparaître à l'image.
Pickett sort son dernier album It's Harder Now en 1999 et a donné son dernier concert fin 2004.

## Discographie
Source:discogs

### Albums
- It's Too Late 1963
- In the Midnight Hour 1965
- The Exciting Wilson Pickett 1966
- The Best of Wilson Pickett 1967
- The Wicked Pickett 1967
- The Sound of Wilson Pickett 1967
- I'm In Love 1967
- The Midnight Mover 1968
- Hey Jude 1969
- Wilson Pickett in Philadelphia 1970
- Right On 1970
- The Best of Wilson Pickett, Vol. II 1971
- Don't Knock My Love 1972
- Mr. Magic Man 1973
- Miz Lena's Boy 1973
- Wilson Pickett's Greatest Hits 1973
- Pickett in the Pocket 1974
- Live in Japan 1974
- Join Me and Let's be Free 1975
- Peace Breaker 1975
- Chocolate Mountain 1976
- A Funky Situation 1978
- I Want You 1980
- Right Track 1981
- American Soul Man 1987
- A Man and a Half: The Best of Wilson Pickett 1992
- It's harder now 1999

### Singles
- If You Need Me 1962
- It's Too Late 1963

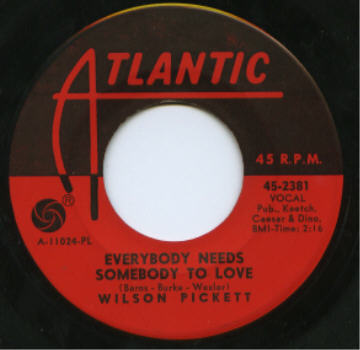
Single de Everybody Needs Somebody to Love

- I'm Done to My Last Heartbreak 1963
- My Heart Belongs to You 1963
- I'm Gonna Cry 1964
- Come Home Baby 1964
- In the Midnight Hour 1965
- Don't Fight It 1965
- 634-5789 1966
- Ninety Nine and a Half 1966
- Land of 1000 Dances 1966
- Mustang Sally 1966
- Everybody Needs Somebody to Love 1967
- I Found a Love Pt. 1 1967
- You Can't Stand Alone 1967
- Funky Broadway 1967
- I'm in Love 1967
- Soul Dance Number Three 1967
- I'm a Midnight Mover 1968
- I've Come a Long Way 1968
- She's Looking Good 1968
- I Found a True Love 1968
- Jealous Love 1968
- A Man and a Half 1968
- Hey Jude 1968
- Mini-skirt Minnie 1969
- Born to Be Wild 1969
- Hey Joe 1969
- You Keep Me Hangin' On 1969
- Engine Number 9 1970
- Sugar, Sugar 1970
- She Said Yes 1970
- Cole, Cooke, and Redding 1970
- Don't Knock My Love - Pt. 1 1971
- Don't Let the Green Grass Fool You 1971
- Call My Name, I'll Be There 1971
- Fire and Water 1972
- Funk Factory 1972
- Mr. Magic Man 1973
- Take a Closer Look at the Woman You're With 1973
- International Playboy 1973
- Soft Soul Boogie Woogie 1974
- Take Your Pleasure Where You Find It 1974
- I Want You 1979
- Groove city 1979
- Live With Me 1980
- Don't Turn Away 1987